# Sémelay

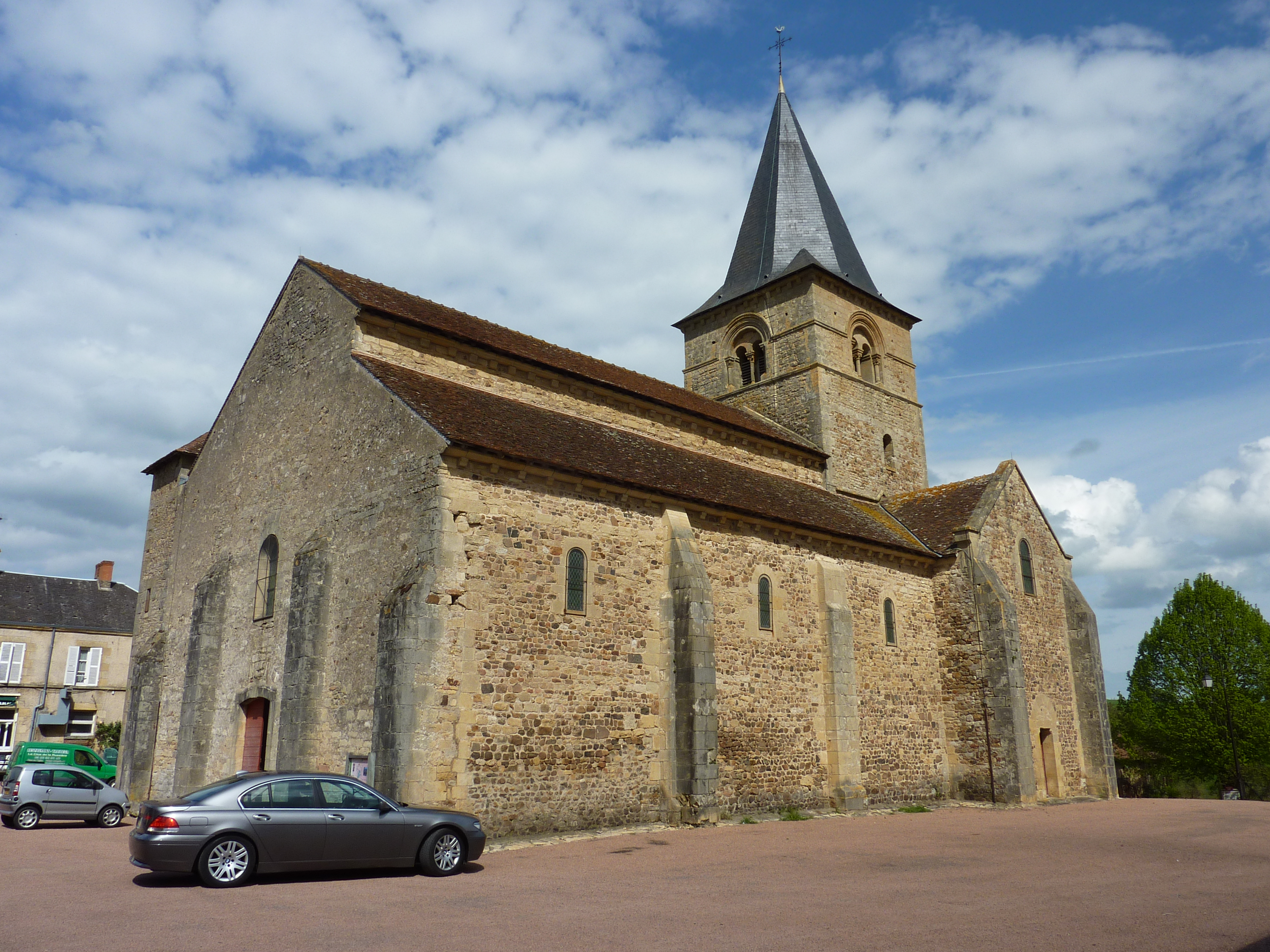
Eglise de St Pierre

Sémelay is een gemeente in het Franse departement Nièvre (regio Bourgogne-Franche-Comté) en telt iets meer dan 200 inwoners (zie demografie). De piepkleine plaats ligt in de zuidelijke uitlopers van de Morvan en maakt deel uit van het arrondissement Château-Chinon.

## Geografie
De oppervlakte van Sémelay bedraagt 35,2 km², de bevolkingsdichtheid is 7,8 inwoners per km².
De onderstaande kaart toont de ligging van Sémelay met de belangrijkste infrastructuur en aangrenzende gemeenten.

## Demografie
Onderstaande figuur toont het verloop van het inwonertal (bron: INSEE-tellingen).

## Bezienswaardigheden
- Le château de Bussières, privé
- Le château du Martray, privé
- Le château du Plessis, oorspronkelijk een versterkte woning, privé
- Église St Pierre (met Monument aux Morts)
- Le moulin de Montécot sur l'Alène, mooie oude watermolen, nu een gîte

## Oude Plaatjes

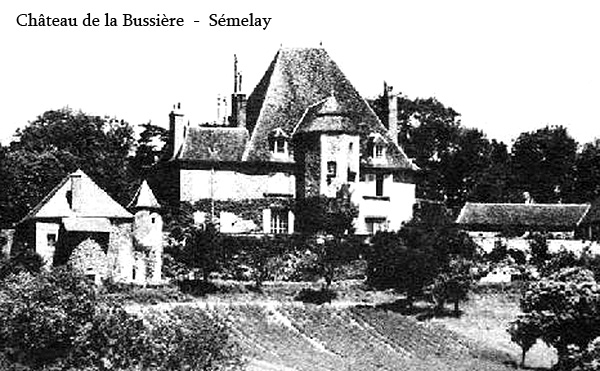
Château de la Bussière
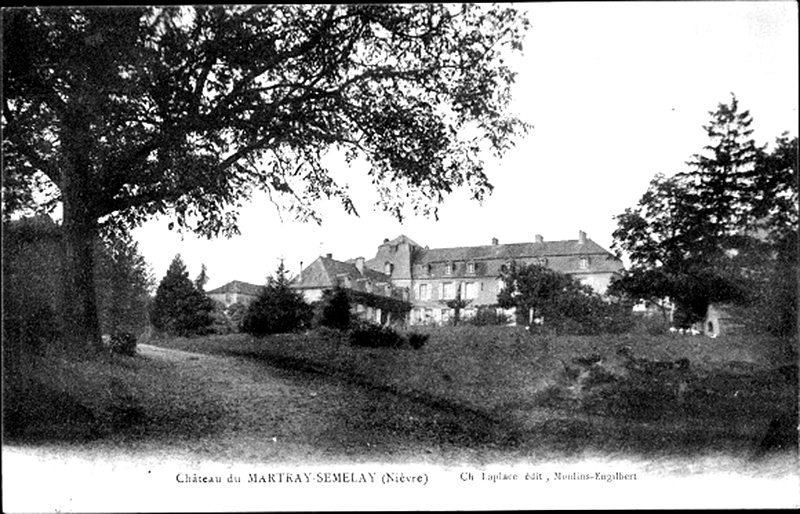
Château du Martray
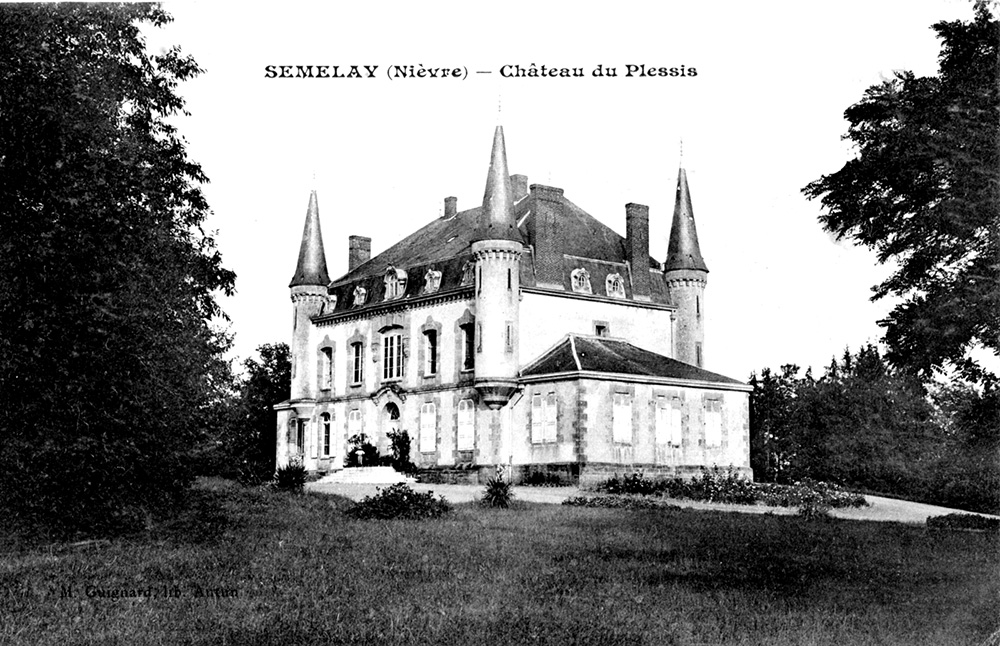
Château du Plessis

## Tweede woningen
Sémelay is een populaire plek om een tweede huis te hebben. Het aantal tweede huiseigenaren begint aardig richting het aantal inwoners te gaan.

## Wandelen
Om een idee te krijgen van Sémelay en omgeving is er een lusvormige, bewegwijzerde, wandeling aangelegd (met subsidie van de Europese Unie).. Afhankelijk van conditie en omstandigheden is deze lus van iets minder dan 15 km af te leggen in 3,5 tot 4 uur. Het startpunt is officieel de kerk en grote delen van deze route zijn niet te fietsen.

## Voetnoten
1. ↑  Populations de référence 2022.
2. ↑  Promenade Regional Jaune autour de Sémelay: de wandeling om Sémelay op de AllTrails website